# Santa Izabel do Oeste
Santa Izabel do Oeste es un municipio brasileño del estado de Paraná. Su población estimada en 2004 era de 11.301 habitantes.
El nombre del municipio. Santa Izabel Do Oeste, fue escogido en homenaje a la madre del fundador y colonizador Juán Ribeiro Cordeiro.
El primer prefecto electo fue el Señor Lino Rockembach, el cual creó cinco distritos.